# Irish Independent
Irish Independent – irlandzki ogólnokrajowy dziennik z siedzibą w Dublinie. Został założony w 1905 roku. W 2012 roku jego nakład wynosił 123,981.
Gazeta Irish Independent powstała na bazie wydawanej od 1890 roku Daily Irish Independent. Biznesmen i polityk William Martin Murphy kupił w roku 1900 wydawnictwo Independent Newspapers Ltd.i połączył dwa tytuły: Daily Irish Independent oraz Daily Nation w jeden - Daily Irish Independent and Daily Nation. Po czterech latach prowadzenia nierentownego biznesu postanowił przeprowadzić rewolucję. Zamknął dotychczasowy tytuł i założył nowy. Pod nowym tytułem, niższą ceną, w zmienionym formacie i ze zdjęciami.
Pierwszy numer nowego Irish Independent ukazał się 2 stycznia 1905 roku. Redaktorem naczelnym został  Timothy Richard Harrington. Kosztował pół pensa. Nakład pierwszego numeru wynosił 25 tysięcy egzemplarzy. W ciągu pierwszego roku, w związku z dużym zainteresowaniem czytelników, nakład wzrósł do 100 000 egzemplarzy.